# Постарайся не дышать
«Постарайся не дышать» (азерб. Çalış, nəfəs alma) — короткометражный фильм азербайджанского режиссёра Алины Абдуллаевой, снятый в 2006 году продюсерским центром «Дервиш». В главных ролях снимались народный артист Азербайджана Фахраддин Манафов и солистка группы «Unformal» Диляра Кязимова.

## Сюжет
Фильм рассказывает истории любви молодой девушки (Диляра Кязимова) и зрелого мужчины (Фахраддин Манафов), больного астмой. Безнадёжно больной, он тратит свои последние минуты на свидание с возлюбленной. Сбежав из больницы, он застаёт девушку на вокзале, где она задерживала дыхание, чтобы почувствовать то, что чувствует он, и помочь ему. Тогда мужчина предлагает ей сыграть в игру: кто дольше задержит дыхание, желание того и исполнится. Желанием мужчины является то, чтобы девушка больше никогда не задерживала дыхание. Влюблённые задерживают дыхание и замирают.

## История фильма
В 2004 году сценарий фильма был отобран для участия в Berlinale talent Campus (одна из программ Берлинского кинофестиваля). В 2005 году сценарий выиграл грант международной программы развития молодого кинематографа AVANTI, который оплачивал 50% бюджета фильма. Другую половину выделило Министерство культуры и туризма Азербайджана.
В 2006 году фильм получил премию «Золотая лампа» Союза кинематографистов Азербайджана в номинации «Лучший дебют», а также приз «За лучшую продюсерскую работу» Международного аудиовизуального фестиваля, проводимого Гильдией кинорежиссёров Азербайджана.
В феврале 2007 года фильм принял участие на Международном фестивале короткометражного кино в Клермон-Ферране.
20-27 июля 2008 года в Италии прошёл международный фестиваль короткометражного кино Salento Finibus Terrae 2008, в котором Алине Абдуллаевой был вручён приз «За лучшую режиссуру» в номинации «Лучший короткометражный фильм».